# Concamarise
Concamarise (velenceiül Concamarixe) település Olaszországban, Veneto régióban, Verona megyében. Lakosainak száma 1053 fő (2023. január 1.). Concamarise Bovolone, Cerea, Salizzole és Sanguinetto községekkel határos.

## Népesség
A település népességének változása:
| Lakosok száma | 1085 | 1079 | 1053 |
|               | 2017 | 2018 | 2023 |